# Kartalkaya (Sivas)
Kartalkaya is een Turks dorp in het district Gemerek in de provincie Sivas.